# HMS Holland 2
Le HMS Holland 2 est le deuxième sous-marin de la classe Holland. Sa quille fut posée le 4 février 1901. Le navire de tête de la classe, le HMS Holland 1, ayant été lancé en secret, le Holland 2 est le premier sous-marin britannique à être lancé publiquement, en février 1902. Il est entré en service le 1er août 1902, commandé par le lieutenant S. B. Evans, devenant ainsi le deuxième sous-marin de la Royal Navy.
En plongeant accidentellement à 78 pieds (23,77 m) il a établi involontairement le record de profondeur pour un navire de classe Holland.
En décembre 1902, il a subi quelques dommages mineurs après qu’un courant marin l’ait dévié de sa route et qu’il ait fait surface par accident directement sous un brigantin.
Il fut vendu le 7 octobre 1913.